# Дом Клюквы
Дом Клюквы — сооружение, строительство которого проходило в Вышгороде (на территории Киевской области) в 1905 году. Дом построил десятник Иван Школьный, получивший прозвище Клюквы. Дом относится к памятникам архитектуры местного значения и нуждается в реконструкции из-за своего аварийного состояния. Расположен по адресу: улица Школьная, 58.

## История
В Вышгороде в 1905 году появилось два новых объекта, для строительства которых использовался кирпич — это дом Ивана Школьного, который получил название дома Клюквы и сооружение земской школы. Дата окончания строительства объектов не сохранилась. Согласно рассказам потомков Ивана Школьного, он занялся строительством дома вместе со своим сыном Дмитрием, строительство дома длилось семь лет из-за ограниченного количества средств. Вначале было построено подвальное помещение и первый этаж, позже был достроен второй этаж. Летом дом сдавался в аренду отдыхающим, которые приезжали из Москвы и Санкт-Петербурга. Владелец дома Иван Федорович Школьный был состоятельным человеком и работал десятником. Он получил прозвище Клюквы. Долгое время служил в рекрутах и получил землю в Вышгороде в качестве награды от царя после русско-турецкой войны в 1850-х годах. Иван Школьный был награжден орденом Святой Анны IV степени за храбрость. Он был дважды женат, в первом браке у него родился сын Дмитрий и дочь, во втором браке было 14 детей. В 1930-х годах во время коллективизации Ивана Школьного раскулачили. Он с женой переехал в Киев к дочери и умер в феврале 1933 года.
Начиная с 1930-х годов и до начала Великой Отечественной войны, в этом доме находился сельсовет, детские ясли, клуб, школа. Во время бомбардировок, в подвале дома прятались жители Вышгорода. Во время оккупации города в доме была комендатура или штаб. В ноябре 1943 года, когда Вышгород освободили, в доме обустроили школу для учеников младших классов.
В 1950-х годах дом Клюквы стал общежитием для учителей и их семей и для учеников старших классов, которые приезжали на учебу из сел. В 1979 году здесь организовали общежитие для рабочих завода «Карат», а в 1984 году — для спортсменов областной детской школы спортивного мастерства. Согласно решению Вышгородского городского совета народных депутатов от 26 февраля 1991 года № 53 дом Клюквы признан памятником архитектуры местного значения.
В 1995 году дом Клюквы стал частью Вышгородского историко-культурного заповедника, его стали использовать как административное помещение и помещение для проведения выставок.
Дом Клюквы построен в стиле неоренессанса. Дом находиться в аварийном состоянии и нуждается в ремонте.
Летом 2018 года появилась информация относительно проведения восстановительных и ремонтных работ в доме Клюквы, в особенности работ, которые бы улучшили фасад дома. Годом ранее были проведены работы по восстановлению и укреплению первого этажа дома и крыши.
По состоянию на ноябрь 2018 года в доме расположен исторический музей Вышгорода. Здание находится по улице Школьной, 58.